# Геммы мудрости
Ге́ммы му́дрости или Драгоценные камни мудрости (араб. فصوص الحكم‎, Фусу́с ал-хи́кам) — философский трактат Ибн Араби, состоящий из 27 частей, названных именами пророков, в числе которых были:
- Адам, Шис (Сиф), Нух (Ной), Идрис (Енох), Ибрахим (Авраам), Исхак (Исаак), Исмаил (Измаил), Якуб (Иаков), Юсуф (Иосиф),
- Худ, Салих, Шуайб, Лут (Лот), Узайр (Ездра), Иса (Иисус), Сулейман (Соломон), Давуд (Давид), Юнус (Иона),
- Айюб (Иов), Яхья (Иоанн), Закария (Захария), Ильяс (Илья), Лукман, Харун (Аарон), Муса (Моисей), Халид[англ.], Мухаммед.

Книга написана в Дамаске в 627 году хиджры (1229 год).

## Содержание
Ибн Араби трактует мир как зеркало Бога (или «совокупность акциденций»), но центр мира составляет человек как наместник (халиф) Бога, который был создан совершенным (инсан камиль). Именно поэтому, согласно Корану, Бог повелел ангелам поклониться человеку, что и привело к отпадению Иблиса. Среди изречений Ибн Араби есть такое: «Ученые суть наследники пророков» (цитата из хадиса Мухаммеда, содержится в сборниках ат-Тирмизи, Абу Дауда и Ибн Маджи).
Ибн Араби критикует аль-Газали за то, что тот отрицал возможность усмотрения Бога в творении. Упоминает он об ашаритах. Но Ибн Араби с теплотой отзывается лишь об Абу Язиде Бистами.
Коранические истории Ибн Араби истолковывает аллегорически. Так всемирный потоп оказывается ложным знанием, жертвоприношение Ибрахима становится символом избавления от иллюзии, когда баран был принят за Исмаила.
Описывая мироздание, Ибн Араби упоминает сферу Солнца, выше и ниже которого 7 сфер: верхний ряд образуют Марс, Юпитер, Сатурн, Луна, тёмная сфера — сфера созвездий Зодиака, сферы Трона (курсий) и Престола (арш), а нижний — Венера, Меркурий и Луны, а также сферы эфира, воздуха, воды и земли.
Ибн Араби упоминает о могиле Мухаммеда в Медине, а также о своем пребывании в Кордове около 586 года хиджры (1208 год).